# Eremostachys tuberosa
Eremostachys tuberosa là một loài thực vật có hoa trong họ Hoa môi. Loài này được (Pall.) Bunge mô tả khoa học đầu tiên năm 1830.